# Koken (verdamping)

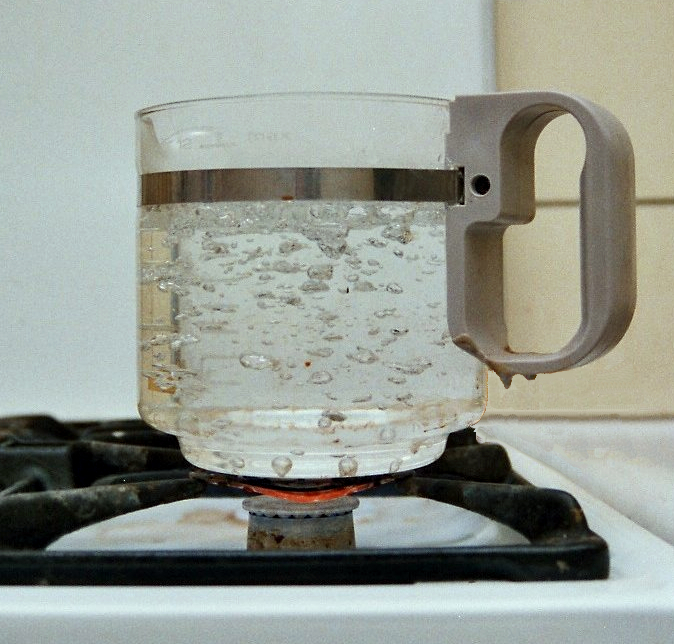
Kokend water

Koken is een proces van intense verdamping dat plaatsvindt in een vloeistof, zowel op het vrije oppervlak als in de structuur, die optreedt als een vloeistof wordt verwarmd tot het kookpunt.
In tegenstelling tot evaporatie kan koken alleen plaatsvinden bij een bepaalde temperatuur en druk. De temperatuur waarbij een kokende vloeistof onder constante druk ontstaat wordt het kookpunt genoemd. In de regel wordt het kookpunt bij normale atmosferische druk genoemd als een van de belangrijkste kenmerken van chemisch zuivere stoffen. Kookprocessen worden veel gebruikt op verschillende gebieden van menselijke activiteit. Zo is koken een van de meest voorkomende manieren om drinkwater fysiek te desinfecteren. Water wordt verwarmd tot een kookpunt om kokend water te verkrijgen.
Koken is een eerste-orde-faseovergang. Koken vindt veel intensiever plaats dan evaporatie van het oppervlak, vanwege de aanwezigheid van verdampingshaarden, zowel door de hogere temperatuur die wordt bereikt tijdens het kookproces als door de aanwezigheid van onzuiverheden.
Het proces van gasbellenvorming kan worden beïnvloed door druk, geluidsgolven, ionisatie en andere factoren die de vorming van dampcentra veroorzaken. In het bijzonder werkt de bellenvat volgens het principe van het koken van vloeibare microvolumes door ionisatie tijdens het passeren van geladen deeltjes.